# Ісаак Паттівал
Ісаак (Тьяк) Паттівал (нід. Isaak "Tjaak" Pattiwael, нар. 23 лютого 1914nbsp;— 16 березня 1987) — індонезійський футболіст, нападник.

## Життєпис
З вісімнадцяти років Паттівал грав за футбольний клуб «Йонг Амбон» з Батавії, а також виступав за збірну цього міста. Він двічі вигравав з командою чемпіонат Батавії.
Наприкінці травня 1938 року Ісаака викликали до збірної Голландської Ост-Індії і він вирушив з командою в Нідерланди. Був одним з сімнадцяти футболістів, яких головний тренер збірної Йоганнес Христоффел Ян ван Мастенбрук вибрав для підготовки до чемпіонату світу у Франції. У Нідерландах команда провелад два тоовариських матчі проти місцевих клубів («ГБС Ден Гааг» та ГФК Гарлем).
На початку червня збірна вирушила на мундіаль, який став для Голландської Ост-Індії та Індонезії першим в історії. На турнірі команда зіграла одну гру, 5 червня 1938 року, в рамках 1/8 фіналу, в якій вона поступилася майбутньому фіналісту турніру Угорщині (0:6). Паттівал взяв участь у цьому матчі. Після повернення до Нідерландів, 26 червня, збірна провела товариський матч зі збірною Нідерландів на Олімпійському стадіоні в Амстердамі. Зустріч завершилася перемогою нідерландців з рахунком 9:2. Один із забитих м'ячів був на рахунку Паттівала. У футболці національної збірної зіграв 2 матчі та відзначився 1 голом.
Завершив кар'єру в 1957 році, у віці 42 років.